# Characteristica universalis
El término latino characteristica universalis, interpretado habitualmente como característica universal o carácter universal, es un lenguaje universal y formal ideado por el filósofo alemán Gottfried Leibniz, capaz de expresar conceptos matemáticos, científico y metafísicos. Leibniz tenía la esperanza de crear un lenguaje que se pudiera utilizar en el marco del cálculo lógico universal o Calculus ratiocinator.
La universalis characteristica es un concepto recurrente en los escritos de Leibniz. Cuando escribe en francés, a veces utiliza la frase générale spécieuse en el mismo sentido. A veces el concepto se combina con su idea de cálculo raciocinador y con sus planes para una enciclopedia con un compendio de todo el saber humano.

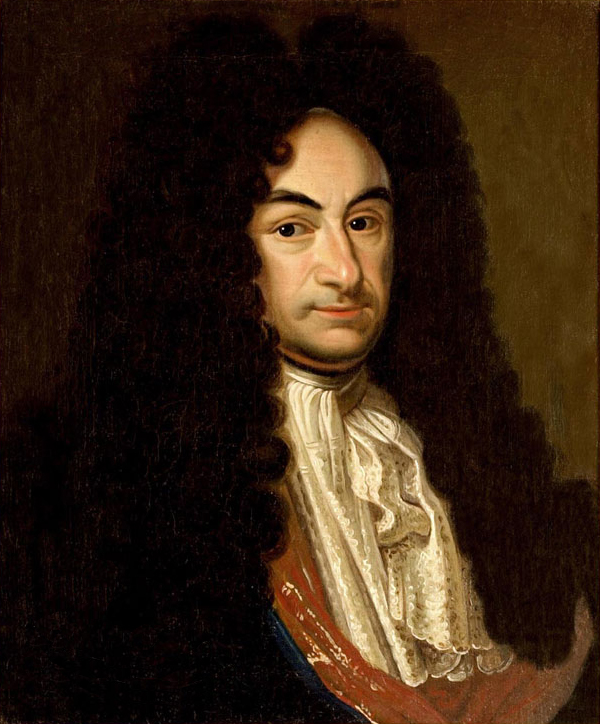
Un retrato de Gottfried Wilhelm von Leibniz de la Biblioteca pública de Hannover (Baja Sajonia).

## Lenguaje universal
Leibniz defendió un lenguaje pictográfico universal como la clave para todas las ciencias.
Igual que con el cálculo raciocinador de Leibniz, hay dos escuelas diferentes de pensamiento filosófico, que insistieron en dos aspectos diferentes que se pueden encontrar en los escritos de Leibniz. El primer punto de vista pone de relieve la lógica y el idioma, y está asociado con la filosofía analítica y el racionalismo. El segundo punto de vista está más en sintonía con Couturat, que pone énfasis en la ciencia y la ingeniería, asociado con la filosofía de síntesis y el empirismo. Leibniz esperaba que uno o ambos de estos aspectos guiara el razonamiento humano como el hilo de Ariadna y, por lo tanto, propusiera soluciones a muchos de los problemas urgentes de la humanidad.